# Ophiomorus maranjabensis
Ophiomorus maranjabensis là một loài thằn lằn trong họ Scincidae. Loài này được Kazemi, Farhadi Qomi, Kami & Anderson mô tả khoa học đầu tiên năm 2011.